# 何塞·德·贝内西亚

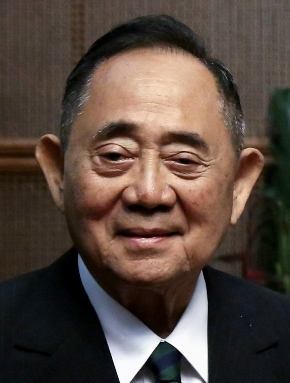
小何塞·克拉维亚·德·贝内西亚

小何塞·克拉维亚·德·贝内西亚（英語：Jose Claveria de Venecia Jr.，1936年12月26日—），菲律宾众议院议员，曾任菲律宾众议院议长。